# نتريد الإتريوم
نتريد الإتريوم هو مركب كيميائي لاعضوي صيغته YN ويوجد على هيئة صلب أسود.
ينتمي هذا المركب إلى مجموعة النتريدات.

## التحضير
يمكن أن يحضر هذا المركب من تفاعل هيدريد الإتريوم مع الأمونيا عند درجات حرارة مرتفعة تصل إلى 800 °س:
{\displaystyle \mathrm {YH_{3}+NH_{3}\longrightarrow YN+3\ H_{2}} }

## الخواص
يوجد المركب في الشروط القياسية على هيئة صلب أسود. لنتريد الإتريوم خواص شبه موصلة، وللمركب بنية بلوريةشبيهة ببنية نتريد الغاليوم.